# Jimmy Mackay
Jimmy Mackay (19. prosince 1943 – 11. prosince 1998) byl australský fotbalový záložník skotského původu. Zemřel 11. prosince 1998 ve věku 54 let na infarkt myokardu.

## Fotbalová kariéra
Byl členem australské reprezentace na Mistrovství světa ve fotbale 1974, nastoupil ve všech 3 utkáních. Na klubové úrovni hrál ve Skotsku za Airdrieonians FC a v Austrálii za Melbourne Knights Football Club, Hakoah Sydney City East FC a South Melbourne Football Club.